# Pterolophia omeishana
Pterolophia omeishana là một loài bọ cánh cứng trong họ Cerambycidae.